# 陶格夫匹爾斯足球會
陶格夫匹爾斯足球會是拉脫維亞陶格夫匹尔斯的一家足球俱樂部。球队主場为采尔特涅克斯体育场，可以容納3,980人。陶格夫匹爾斯是2013和2018賽季拉脫維亞足球甲級聯賽的冠軍得主。